# Hypolimnas exiguus
Hypolimnas exiguus är en fjärilsart som beskrevs av Samson 1980. Hypolimnas exiguus ingår i släktet Hypolimnas och familjen praktfjärilar. Inga underarter finns listade i Catalogue of Life.